# Leposternon octostegum
O lagarto-minhoca de Duméril (Leposternon octostegum) é uma espécie de anfisbena da família Amphisbaenidae . É encontrado no Brasil .  O carcará é o único predador que foi testemunhado consumindo este lagarto, embora seja provavelmente uma presa para outros predadores. A espécie é considerada ameaçada de extinção no Brasil devido à sua estreita distribuição geográfica.